# Elecciones municipales de Piura de 1993
Las elecciones municipales de Piura de 1993 se llevaron a cabo el 29 de enero de 1993 para elegir al alcalde y al Concejo Provincial de Piura para el periodo 1993-1995. La elección se celebró simultáneamente con elecciones municipales en todo el país.

## Sistema electoral
La Municipalidad Provincial de Piura es el órgano administrativo y de gobierno de la provincia de Piura. Está compuesta por el alcalde y el Concejo Provincial.
La votación del alcalde y el concejo se realiza en base al sufragio universal, que comprende a todos los ciudadanos nacionales mayores de dieciocho años, empadronados y residentes en la provincia de Piura y en pleno goce de sus derechos políticos, así como a los ciudadanos no nacionales residentes y empadronados en la provincia de Piura.
El Concejo Provincial de Piura está compuesto por 19 regidores elegidos por sufragio directo para un período de tres (3) años, en forma conjunta con la elección del alcalde (quien lo preside) La votación es por lista cerrada y bloqueada. Se asigna a la lista ganadora los escaños según el método d'Hondt o la mitad más uno, lo que más le favorezca. Es elegido como alcalde el candidato que ocupe el primer lugar de la lista que haya obtenido la más alta votación.

## Composición del Concejo Provincial de Piura
La siguiente tabla muestra la composición del Concejo Provincial de Piura antes de las elecciones.
| Partidos | Partidos                        | Regidores |
| -------- | ------------------------------- | --------- |
|          | Frente Democrático              | 11        |
|          | Partido Aprista Peruano         | 4         |
|          | Izquierda Unida                 | 3         |
|          | Acuerdo Socialista de Izquierda | 1         |

## Partidos y candidatos
A continuación se muestra una lista de los principales partidos y alianzas electorales que participaron en las elecciones:
| Candidatura | Candidatura | Partidos y alianzas | Candidatos | Candidatos                  | Ideología                                                  | Resultado previo | Resultado previo | Ref. |
| Candidatura | Candidatura | Partidos y alianzas | Candidatos | Candidatos                  | Ideología                                                  | Votos (%)        | Reg.             | Ref. |
| ----------- | ----------- | --- | ---------- | --------------------------- | ---------------------------------------------------------- | ---------------- | ---------------- | ---- |
|             | AP          | Lista - Acción Popular (AP) |            | Constantino Colona Valdez   | Humanismo Nacionalismo cívico Reformismo                   | 34.85%           | 9                |      |
|             | Libertad    | Lista - Movimiento Libertad (Libertad) |            | Jorge Castagnino Lema       | Liberalismo clásico Democracia liberal Republicanismo      | 34.85%           | 0                |      |
|             | PPC         | Lista - Partido Popular Cristiano (PPC) |            | Armando Burneo Seminario    | Democracia cristiana Conservadurismo Liberalismo económico | 34.85%           | 2                |      |
|             | APRA        | Lista - Partido Aprista Peruano (APRA) |            | José Aguilar Santisteban    | Aprismo                                                    | 28.52%           | 4                |      |
|             | IU          | Lista - Izquierda Unida (IU) – Unión de Izquierda Revolucionaria (UNIR) – Partido Comunista Peruano (PCP) – Frente Obrero Campesino Estudiantil y Popular (FOCEP) |            | Leopoldo Villacorta Icochea | Marxismo-leninismo Mariateguismo Socialismo democrático    | 26.12%           | 3                |      |
|             | PSP         | Lista - Partido Socialista del Perú (PSP) |            | José Puelles Puelles        | Socialismo democrático Mariateguismo                       | 1.07%            | 0                |      |
|             | MDI         | Lista - Movimiento Democrático de Izquierda (MDI) |            | Luis Pizá Espinoza          | Socialismo democrático                                     | Nuevo            | Nuevo            |      |
|             | IND         | Lista - Lista Independiente Movimiento Independiente Cambio 93 |            | José Kuroki Apon            | Localismo piurano                                          | Nuevo            | Nuevo            |      |

Otros candidatos
| Partidos y alianzas | Partidos y alianzas                                              | Candidatos                        |
| ------------------- | ---------------------------------------------------------------- | --------------------------------- |
|                     | Lista Independiente Movimiento Cívico Independiente Región Grau  | Lilian Cuculiza Torre de Schaffer |
|                     | Lista Independiente Piura Adelante                               | Manuel Purizaca Benites           |
|                     | Lista Independiente Fuerza del Pueblo                            | Santos Ayala Chunga               |
|                     | Lista Independiente Movimiento Vecinal                           | Félix Campos Caceres              |
|                     | Lista Independiente Movimiento Independiente Popular - Piura     | Javier Albañil Ordinola           |
|                     | Lista Independiente Gran Mayoría                                 | Humberto Requena Oliva            |
|                     | Lista Independiente Movimiento Regional de Integración Popular   | José Ordinola Cañote              |
|                     | Lista Independiente Movimiento Independiente Nueva Alternativa   | Santos Zurita Peña                |
|                     | Lista Independiente Nuevo Municipio                              | Óscar Carrasco Vásquez            |
|                     | Lista Independiente Movimiento Independiente Acción Nacionalista | Jorge Flores Córdova              |
|                     | Lista Independiente Renovación Región Grau                       | Víctor Castro García              |
|                     | Lista Independiente Unidad de Bases Populares                    | Máximo Carrasco Tineo             |

## Resultados

### Sumario general
|                        |                                                                  |              |              |              |           |           |
| Partidos y coaliciones | Partidos y coaliciones                                           | Voto popular | Voto popular | Voto popular | Regidores | Regidores |
| Partidos y coaliciones | Partidos y coaliciones                                           | Votos        | %            | ±pp          | Total     | +/−       |
|                        | Partido Aprista Peruano (APRA)                                   | 33,915       | 27.29        | –1.23        | 11        | +7        |
|                        | Partido Popular Cristiano (PPC)                                  | 27,425       | 22.07        | n/a          | 3         | +1        |
|                        | Acción Popular (AP)                                              | 14,497       | 11.66        | n/a          | 2         | –7        |
|                        | Izquierda Unida (IU)                                             | 12,116       | 9.75         | –16.37       | 1         | –2        |
|                        | Lista Independiente Movimiento Independiente Cambio 93           | 7,561        | 6.08         | n/a          | 1         | +1        |
|                        | Movimiento Libertad (Libertad)                                   | 7,127        | 5.73         | n/a          | 1         | +1        |
|                        | Lista Independiente Movimiento Cívico Independiente Región Grau  | 5,173        | 4.16         | n/a          | 0         | ±0        |
|                        | Lista Independiente Piura Adelante                               | 3,178        | 2.56         | n/a          | 0         | ±0        |
|                        | Lista Independiente Fuerza del Pueblo                            | 2,467        | 1.99         | n/a          | 0         | ±0        |
|                        | Lista Independiente Movimiento Vecinal                           | 2,434        | 1.96         | n/a          | 0         | ±0        |
|                        | Lista Independiente Movimiento Independiente Popular - Piura     | 2,103        | 1.69         | n/a          | 0         | ±0        |
|                        | Lista Independiente Gran Mayoría                                 | 1,918        | 1.54         | n/a          | 0         | ±0        |
|                        | Lista Independiente Movimiento Regional de Integración Popular   | 1,410        | 1.13         | n/a          | 0         | ±0        |
|                        | Lista Independiente Movimiento Independiente Nueva Alternativa   | 672          | 0.54         | n/a          | 0         | ±0        |
|                        | Lista Independiente Nuevo Municipio                              | 632          | 0.51         | n/a          | 0         | ±0        |
|                        | Lista Independiente Movimiento Independiente Acción Nacionalista | 441          | 0.35         | n/a          | 0         | ±0        |
|                        | Lista Independiente Renovación Región Grau                       | 396          | 0.32         | n/a          | 0         | ±0        |
|                        | Movimiento Democrático de Izquierda (MDI)                        | 385          | 0.31         | Nuevo        | 0         | ±0        |
|                        | Lista Independiente Unidad de Bases Populares                    | 229          | 0.18         | n/a          | 0         | ±0        |
|                        | Partido Socialista del Perú (PSP)                                | 201          | 0.16         | –0.91        | 0         | ±0        |
|                        |                                                                  |              |              |              |           |           |
| Total                  | Total                                                            | 124,280      |              |              | 19        | ±0        |
|                        |                                                                  |              |              |              |           |           |
| Votos válidos          | Votos válidos                                                    | 124,280      | 75.31        | +2.44        |           |           |
| Votos en blanco        | Votos en blanco                                                  | 8,741        | 5.30         | –4.14        |           |           |
| Votos nulos            | Votos nulos                                                      | 32,013       | 19.40        | +1.71        |           |           |
| Votos emitidos         | Votos emitidos                                                   | 165,034      | 67.92        | –11.90       |           |           |
| Abstenciones           | Abstenciones                                                     | 77,959       | 32.08        | +11.90       |           |           |
| Votantes registrados   | Votantes registrados                                             | 242,993      |              |              |           |           |
|                        |                                                                  |              |              |              |           |           |
| Fuente:                |                                                                  |              |              |              |           |           |

## Elecciones municipales distritales

### Resultados por distrito
La siguiente tabla enumera el control de los distritos de la provincia de Piura. El cambio de mando de una organización política se resalta del color de ese partido.
| Distrito               | Alcalde(sa) titular        | Partido político | Partido político                | Alcalde(sa) electo(a)      | Partido político | Partido político          |
| ---------------------- | -------------------------- | ---------------- | ------------------------------- | -------------------------- | ---------------- | ------------------------- |
| Bellavista de la Unión | Dionisio Chully Antón      |                  | Unidad Bellavistina             | Manuel Chunga Purizaca     |                  | Democrático Progresista   |
| Bernal                 | Julián Bernal Amaya        |                  | Partido Aprista Peruano         | Flora Ayala de Exaltación  |                  | Independiente Región Grau |
| Castilla               | Daniel Valiente Heredia    |                  | Frente Democrático              | Daniel Valiente Heredia    |                  | Partido Popular Cristiano |
| Catacaos               | José More López            |                  | Izquierda Unida                 | José More López            |                  | Izquierda Unida           |
| Cristo Nos Valga       | Manuel Rumiche Rumiche     |                  | Frente Democrático              | Manuel Rumiche Rumiche     |                  | Acción Popular            |
| Cura Mori              | José Vílchez Vílchez       |                  | Acuerdo Socialista de Izquierda | José Vílchez Vílchez       |                  | Un Nuevo Curamori         |
| El Tallán              | Teófilo Yovera Fernández   |                  | Izquierda Unida                 | Juan Macalupú Zapata       |                  | Independiente El Tallán   |
| La Arena               | Emeterio Macalupú Sernaque |                  | Partido Aprista Peruano         | Emeterio Macalupú Sernaque |                  | Partido Aprista Peruano   |
| La Unión               | Luis de la Cruz Acaro      |                  | Intereses de La Unión           | Vicente Seminario Silva    |                  | Izquierda Unida           |
| Las Lomas              | Miguel Castillo Delgado    |                  | Frente Democrático              | Justo Gil Soto             |                  | Partido Aprista Peruano   |
| Rinconada-Llícuar      | Teófilo Vite García        |                  | Hijos del Pueblo                | José Martínez Purizaca     |                  | Independiente Región Grau |
| Sechura                | Justo Eche Morales         |                  | Izquierda Unida                 | Justo Eche Morales         |                  | Independiente Región Grau |
| Tambo Grande           | Manuel Reyes Temoche       |                  | Izquierda Unida                 | César Crisanto Palacios    |                  | Izquierda Unida           |
| Vice                   | Vicente Gonzales Rumiche   |                  | Frente Democrático              | Elsa Cerna Zapata de Baca  |                  | Acción Popular            |